# Rafał Szymański
Rafał Antoni Szymański (ur. 4 listopada 1952 w Pakszynie) – polski inżynier, przewodniczący Stronnictwa Demokratycznego (1992–1993).

## Życiorys
Z wykształcenia magister inżynier elektronik, absolwent Politechniki Poznańskiej, Politechniki Warszawskiej (studia podyplomowe) i Wyższej Szkoły Gospodarowania Nieruchomościami w Warszawie (studia podyplomowe). Pracę zawodową – począwszy od Zakładów Lotniczych w Poznaniu, po Kancelarię Radcy Nieruchomości Collegium Posnaniense do chwili obecnej – łączy z aktywnym uczestnictwem w życiu społeczno-gospodarczym. Członek NSZZ „Solidarność” od 1980, współtwórca samorządu pracowniczego, uczestnik ruchu spółdzielczego w Poznaniu, rzemiosła i spółdzielczości mieszkaniowej. Od 1979 członek Stronnictw Demokratycznego. Był wybierany na wiele funkcji kierowniczych w SD, począwszy od przewodniczącego Koła Inteligencji Technicznej – po funkcje przewodniczącego miejskich i wojewódzkich struktur SD w Poznaniu – do stanowiska przewodniczącego Stronnictwa Demokratycznego i Rady Naczelnej SD (w 1992). Aktywną działalność polityczną zakończył w 1995.
W ostatnich latach zaangażowany zawodowo i społecznie w sferze gospodarki przestrzennej oraz gospodarki nieruchomościami. Prezes Krajowego Stowarzyszenia Profesjonalistów Rynku Nieruchomości (od 2012), prezydent Konfederacji Pracodawców Gospodarki Nieruchomościami DOMINIUM (od 2016). Od 2002 jest prezesem Zjednoczenia Gospodarczego Forum Sp. z o.o. z siedzibą w Poznaniu. Specjalizuje się w obsłudze zagadnień związanych z gospodarowaniem nieruchomościami, inwestycjami na rynku nieruchomości oraz zapewnianiem bezpieczeństwa użytkowania nieruchomości. Działalność samorządową w gospodarce nieruchomościami koordynuje w procesach opracowywania kwalifikacji rynkowych: „Gospodarowanie nieruchomościami”, „Zarządzanie nieruchomościami” i „Pośredniczenie w obrocie prawami do nieruchomości” i ich włączania do Zintegrowanego Systemu Kwalifikacji.